# 大成 (北周)
大成（579年正月—二月）是北周政权周宣帝宇文赟的年号，歷時數月。

## 纪年
| 大成 | 元年  |
| ---- | ----- |
| 公元 | 579年 |
| 干支 | 己亥  |

## 參看
- 中国年号列表
  - 其他使用大成年號的政權
- 同期存在的其他政权年号
  - 天保（562年二月—585年十二月）：西梁政權梁明帝萧岿的年号
  - 太建（569年正月—582年十二月）：南朝陈政權陳宣帝陈顼的年号
  - 延昌（561年—601年）：高昌政权麴乾固年号
  - 鴻濟（572年—584年）：新羅真智王之年號